# Eumeces longirostris
Eumeces longirostris је гмизавац из реда Squamata.

## Угроженост
Ова врста је крајње угрожена и у великој опасности од изумирања.

## Распрострањење
Врста је присутна у Бермудским острвима и Јамајци.

## Начин живота
Врста Eumeces longirostris прави гнезда.